# Robert Aumann
Robert John Aumann (hebraisk:ישראל אומן Yisrael Aumann; født 8. juni 1930 i Frankfurt am Main) er en israelsk-amerikansk matematiker og professor emeritus ved Det hebraiske universitet i Jerusalem. I 2005 modtog han sammen med Thomas Schelling Nobelprisen i økonomi "for at have udvidet vores forståelse af konflikter og samarbejde gennem spilteoretisk analyse".

## Levnedsløb
Aumann blev født i Frankfurt am Main i Tyskland og flygtede med sine forældre til USA i 1938. Han fik en bachelor-grad i matematik fra City College of New York i 1950 og en master-grad (1952) og ph.d.-grad (1955) i samme fag, begge fra Massachusetts Institute of Technology (MIT). Hans ph.d.-afhandling omhandlede knudeteori.
I 1956 blev han ansat ved det matematiske fakultet på Det hebraiske universitet i Jerusalem, som han har været tilknyttet siden, fra 1968 som professor og fra 2000 som emeritus. Han har derudover været tilknyttet en række amerikanske universiteter, blandt andet som "visiting professor".
I april 1955 blev han gift med Esther Schlesinger i Brooklyn. De havde mødt hinanden i 1953, da Esther, som var fra Israel, besøgte USA. Parret fik i alt fem børn. I 1998 døde Esther, og i november 2005 giftede Aumann sig med hendes søster, Batya Cohn, der var enke.

## Forskning
Aumanns forskningsområde er spilteori, og hans største indsats har ligget inden for området gentagne spil, hvor spillerne mødes i de samme situationer igen og igen. Han har været med til at udvide begrebet ligevægt i forhold til den klassiske Nash-ligevægt og bl.a. arbejdet og skrevet sammen med en anden Nobelpristager inden for området, Lloyd Shapley, der modtog prisen i 2012. Begrebet Aumann-Shapley-prissætning er opkaldt efter de to i fællesskab.
Aumanns Nobelforelæsning med titlen "Krig og fred" omhandlede blandt andet følgende tre temaer:
1. Krig er ikke irrationel, men må studeres videnskabeligt for at kunne forstås og i sidste ende overvindes;
2. Studier af gentagne spil forskyder vigtigheden af "nu" i forhold til "senere";
3. Simplificeret fredsskabelse kan føre til krig, mens våbenkapløb, troværdige krigstrusler og gensidigt sikret ødelæggelse troværdigt kan forebygge krig.

## Synspunkter
Robert Aumann er medlem af den højreorienterede organisation "Professors for a strong Israel" og talte bl.a. offentligt imod Israels tilbagetrækning fra Gaza i 2005. Han var rådgiver for det israelske religiøse zionistiske parti Ahi. Som følge af hans politiske aktiviteter modtog beslutningen om at tildele ham Nobelprisen en del kritik i den europæiske presse, og en underskriftsindsamling, der protesterede mod pristildelingen, tiltrak over tusinde underskrifter fra forskere og intellektuelle fra Israel, Europa og USA. Initiativtagerne mente, at Aumann brugte sine matematiske teorier til at fremme sine egne politiske synspunkter.